# La Vie secrète des poubelles
 (février 2025).
Motif : Absence de sources
- Archive Wikiwix
- Bing
- Cairn
- DuckDuckGo
- E. Universalis
- Gallica
- Google
- G. Books
- G. News
- G. Scholar
- Persée
- Qwant
- (zh) Baidu
- (ru) Yandex
- (wd) trouver des œuvres sur Wikidata

| 1. | Préciser le motif de la pose du bandeau. | Précisez le motif de la pose du bandeau en utilisant la syntaxe suivante : {{admissibilité à vérifier\|date=juillet 2025\|motif=remplacez ce texte par le motif}}                                 |
| 2. | Informer les utilisateurs concernés.     | Pensez à avertir le créateur de l'article, par exemple, en insérant le code ci-dessous sur sa page de discussion : {{subst:avertissement admissibilité à vérifier\|La Vie secrète des poubelles}} |

Titre de la série dans le Journal de Spirou.

La Vie secrète des poubelles est une série de Bande dessinée franco-belge humoristique créée en 1989 par Malik et Vincent Dugomier dans le n°2660 du journal de Spirou.
- Scénario : Vincent Dugomier
- Dessins : Malik

Cette série est terminée.

## Synopsis
Les poubelles ont aussi leurs problèmes et s'interrogent sur la vie et les grands problèmes de la société comme l'insécurité.

## Personnages
- Les poubelles qui font office de héros de la série sont de toutes sortes, en plastique, en fer ou simple sacs poubelles.

## Albums
La série n'a jamais été publiée en album.

## Publication
La série a été publiée dans le Journal de Spirou entre 1989 et 1991.